# صائر (حبيش)

تعديل مصدري - تعديل

صائر هي إحدى قرى عزلة صائر بمديرية حبيش التابعة لمحافظة إب، بلغ تعداد سكانها 699 نسمة حسب تعداد اليمن لعام 2004.